# The Crystal Method
The Crystal Method — американський електронний дует, незмінними учасниками якого є Кен Джордан (англ. Ken Jordan) і Скотт Кіркленд (англ. Scott Kirkland). Як і The Prodigy, Fatboy Slim, The Chemical Brothers, та інші менш відомі музичні групи, вони були першими, хто почав створювати музику в стилі «big beat».

## Біографія
Народилися Джордан і Кіркленд в Лас-Вегасі, штат Невада, саму групу було створено в Лос Анджелесі, штат Каліфорнія в 1993. Разом їх звели спільна робота на одній з університетських радіостанцій (за іншою версією — вони зустрілися в одному з нічних клубів, де Кен був ді-джеєм) Лас Вегаса, і «важка музика» (DMC, New Order і Depeche Mode), яку вони, як ді-джеї активно пропагували серед своїх радіослухачів.
Захоплення музикою породило бажання створити щось подібне. Джордан і Кіркленд записують чотири музичні треки з жіночим вокалом. Але через відсутність необхідного музичного обладнання та навичок якість їх була невисока, і експерименти по створенню електронної музики були тимчасово припинені. Джордан поїхав до Лос-Анджелеса, де почав працювати асистентом музичного продюсера артистів Edie Brickell и Michael Penn. Це дозволило йому набути чималого досвіду роботи в студії і ближче познайомитись з нічним клубним життям «Міста Ангелів». В цей час Скотт Кіркленд в Лас Вегасі відвідував уроки гітарної майстерності у лідера рок-групи «Slaughter» Марка Слотера (англ. Mark Slaugter) і регулярно отримував листи від свого друга, захопленого нічним життям Лос-Анджелеса. Також він працював ді-джеєм в клубі. Одного дня Скотт не витримав і просто з цікавості сам поїхав до Лос Анджелеса.
Більшість своїх найперших пісень дует записував в підвалі будинку, який вони знімали в Лас Вегасі. Підвал група з любов'ю називала «Бомбосховищем» (англ. «The Bomb Shelter»). Перед випуском альбому «Legion of Boom» у 2004 студію було перенесено в гараж того ж самого будинку, але стара її назва лишилася. Перший сингл групи «Now Is The Time (англ. „Час настав“)» був наскрізь просякнутий духом вуличних інцидентів і поліцейських рейдів і буквально став гімном свого часу. Орієнтуючись на новий напрямок подачі танцювальної музики — ді-джейський супровід виступів музичних груп, Кен Джордан і Скотт Кіркленд наголошували на тому, щоб їх сприймали саме як групу «The Crystal Method», а не як анонімних діджеїв. В 1995 році Джордана і Кіркленда запросили на «розігрів» вже популярної на той час британської групи The Chemical Brothers. Це було перше публічне шоу групи, і, як згадує Джордан, підготовка до нього викликала багато сумнівів і протиріч. Потрібно було зробити вибір: зосередитись тільки на самому процесі виконання музики чи притягнути на сцену всю студію. Група вирішила зосередитись на виконанні і, як виявилось, недаремно. Дебют був наскільки успішним, що привернув увагу звукозаписуючої компанії Outpost Recordings. Результатом їхнього співробітництва став перший альбом групи, випуск якого відбувся в Лос Анджелесі у вересні 1997 року. «Vegas» відразу ж отримав схвалення публіки і підняв дует до рангу музичної електронної еліти Америки. Цей альбом — суміш хіп-хопу і диско, acid'а і house'а, вокальних вставок і пульсуючого ритму, душевності і гумору. Багато музичних критиків порівнювали The Crystal Method з The Chemical Brothers. Але, як стверджують самі учасники дуета, «вони інші». Початкова установка на синтетичність жанрів, орієнтація на пісенну структуру і мелодичність композицій роблять музику The Crystal Method унікальною. За словами Кіркленда, синтетичність музики дуета виросла саме з диско (ним захоплювалась 15-річна мати Скотта; так, його мати дійсно була неповнолітньою — їй було всього 15, коли Скотт народився), творчості Pink Floyd і Led Zeppelin (улюблені групи батька), а також Depeche Mode и «heavy metal» (юнацькі уподобання самого музиканта).
У 2001 році, на 32-му місці чарта «Billboard 200» і на вершині чарта «Billboard's Top Electronic Albums» дебютував другий альбом дуета під назвою «Tweekend». З американського жаргона дослівний переклад звучав би як «Вихідні під наркотиками», але самі Скотт і Джордан пояснюють виникнення цієї назви тим, що коли вже альбом був майже готовий, вони довго займалися його tweak'інгом — виправленнями та покращенням пісень. Це був справжній комерційний успіх групи! Альбом отримав визнання не тільки в Америці, але й в багатьох інших країнах. Загальний тираж альбому склав 284 тисячі компакт-дисків, а найкращі треки альбому «Wild, Sweet and Cool», «Murder», «The Name of the Game» звучали на всіх каналах найпопулярніших радіостанцій світу. Крім того, відеокліп до пісні «The Name of the Game» був визнаний проривом року.
Третій альбом-компіляція «Community Service», який вийшов через рік (липень 2002 року) тільки укріпив позиції дуету як лідера електронної музики Америки. Наступний альбом, «Legion of Boom» 2004 приніс групі зразу три нагороди «Dance Music Awards»: «Найкраща американська група», «Найкращий альбом» («Legion of Boom») і «Найкращий сингл» («Born Too Slow»).
Зростання популярності дуету призвело до появи нових цікавих проектів. Наприклад, The Crystal Method виграли конкурс на створення саундтрека до фільму «Лондон», який вийшов в прокат в 2006 році. Результатом цієї роботи став не тільки цікавий досвід, а також і новий альбом «London: Original Motion Picture Soundtrack». Крім цього, The Crystal Method спеціально для компанії Nike записали 45-хвилинний мікс «Drive: Nike + Original Run», призначений для супроводу спортивних вправ, особливо бігу. Також музиканти брали участь у розробці «Nike+iPod Sport Kit» — продукту, створеного компаніями Nike и Apple. Головний задум цього проекту полягає в тому, щоб створити спеціальні кросівки для бігу, які за допомогою вмонтованої електроніки будуть передавати MP3-плеєру iPod спеціальні сигнали. Це дозволить, залежно від швидкості бігуна, програвати повільнішу чи ритмічнішу музику. Результати співпраці невідомі.
Крім студійної роботи, дует багато гастролює. «Ми доступні для всіх, тому що ми хочемо охопити електронною музикою якнайбільше людей», — кажуть про себе музиканти, а тому їхня гастрольна діяльність не обмежується великими танцювальними майданчиками. За час свого існування The Crystal Method побували майже в усіх куточках Сполучених Штатів, а в 2006 році навіть приїжджали в Москву. Вони також співпрацюють з розробниками комп'ютерних ігор. Творчість
Кена Джордана і Скотта Кіркленда обов'язково оцінять прихильники Need For Speed Underground, FIFa'98: Road To World Cup, Matrix: Path of Neo та інших. Скотт одружений, але це не заважає друзям навідувати стріп-клуби. Кожен з учасників дуету також пише пісні сольно, але ні Джордан ні Кіркленд не планують видавати окремі сольні альбоми. Група активно співпрацює з багатьма популярними виконавцями, записує ремікси на їхні пісні.

### Назва групи
The Crystal Method з англійської дослівно перекладається як «Чистий спосіб».
Частіше всього виникнення саме такої назви пов'язують з назвою наркотику «crystal meth» (американська жаргонна назва наркотику «амфетамін». В одному зі своїх інтерв'ю в 1999 року дует зізнався, що так воно і є. Кен Джордан сказав тоді, що «непросто було сказати батькам, що група, в якій ти є учасником, називається The Crystal Method». Скотт дійсно був здивований, коли почув від матері відповідь, що в такій назві є сенс, адже більшість підлітків вживають цей наркотик.

### Нагороди
У 2004 році The Crystal Method отримали відразу 3 нагороди на престижному «American Dance Music Awards 2004» — «Найкраще американське шоу» (Best U.S. Act), «Найкращий альбом» за «Legion Of Boom» і «Найкращий сингл» за «Born Too Slow». Також цей альбом групи було номіновано на нагороду «Греммі» за «Найкращий альбом у жанрі електронно-танцювальної музики». Таку нагороду того року було запроваджено вперше.

### Музика до фільмів
Музику The Crystal Method можна почути в багатьох блокбастерах Голлівуда, серед яких:
- «Blade 2» («PHD» та «Name of the Game»)
- «Gone in Sixty Seconds» та «Lost in Space» («Busy Child»)
- «The Fast and the Furious: Tokyo Drift» («Restless» і «Realizer»)
- «Blade: Trinity» («Weapons of Mass Distortion»), («Starting Over»)
- «Cursed» («Bound Too Long»)
- «Spawn» («(Can't You) Trip Like I Do»)
- «Zoolander» («Now Is the Time»)
- «The Replacement Killers» («Keep Hope Alive»)
- «The Longest Yard» («Roll It Up»)
- «Driven» («Name of the Game»)

### Телебачення та реклама
В основному, пісні гурту можна почути в американських телесеріалах. В епізоді серіалу South Park, який називається «Chef Aid», звучала спеціально перероблена версія пісні «Vapor Trail». В 13 серії популярного американського TV-шоу «Alias» а також в серіалі «CSI» прозвучала пісня «Starting Over». В серіалі «Dark Angel» було використано дві пісні: «Name of the Game» (її також було використано в рекламі американського позашляховика «Hummer») і «Roll It Up». Також пісню «Trip Like I Do» було використано в серіалі «House» під час сцени в рейв-клубі. Пісня «Busy Child» в 1998 році прозвучала в рекламному ролику британської фірми «The Gap», яка займається продажем одягу для скейтбордистів.

### Відеоігри
Пісня «Name of the Game» (з комп'ютерної гри «Reservoir Dogs» також було використано як вступну тему до популярної гри «Tom Clancy's Splinter Cell». В грі FIFA '98: Road to World Cup» було використано пісні «Busy Child», «Keep Hope Alive», «More», та «Now Is The Time.» Пісня «Born Too Slow» також звучала в комп'ютерних іграх Need for Speed: Underground та Gran Turismo 4. Дует виступив співавтором пісні «Subway Showdown» а також окремо написав пісню «Free Your Mind Up» для комп'ютерної гри «The Matrix — Path of Neo».

## Дискографія

### Студійні альбоми
- Vegas — 26 серпня, (1997).
- Tweekend — 31 липня, (2001).
- Legion of Boom — 13 січня, (2004).
- «Drive: Nike + Original Run»; — (реліз в iTunes Music Store 28 червня, (2006), фізичний реліз 26 червня, (2007).
- «Divided By Night»; — 12 травня (2009).

### Саундтреки
- Fifa 98: Road to World Cup — комп'ютерна гра (1997).
- Need for Speed: Underground — комп'ютерна гра (2003).
- The Matrix — Path of Neo — комп'ютерна гра (2005).
- Gran Turismo 4 — комп'ютерна гра (2005).
- London — фільм (24 січня, 2006).

### Ремікси та компіляції
- White Label (Unreleased TCM Tracks) (дата випуску невідома).
- Tweekend (limited edition) 2002 — додатково містив ремікси на пісні «Busy Child», «Name of the Game» та «Murder» під назвою «You Know It's Hard».
- Community Service, альбом реміксів пісень інших музичних груп (23 липень, 2002).
- Born Too Slow (Remixes) 2003 — 5 реміксів на пісню «Born Too Slow».
- Community Service II, другий аналогічний альбом реміксів (5 квітня, 2005).
- Drive: Nike + Original Run (28 червня, 2006) — 45-хвилинний мікс для Nike.

### Сингли
Пісні, що не увійшли до жодного з перерахованих вище альбомів:
- «I like it» — група виконувала її на живих виступах в 1997—1998 роках.
- «High Roller Segue» та «Busy Child Segue» — звучали на виступі групи «Live at Mecca» в 1998 році. Являють собою переходи між піснями, хоча і не позбавлені певної самостійності.
- «Now Is the Time»
- «The Dubeliscious Groove» — випущена у складі синглу «Keep Hope Alive» у 2000 році.
- «More» — її було включено до синглу «Keep Hope Alive EP», який передував альбому Vegas. Дехто помилково називає цю пісню «'99 Mix», не зважаючи на те, що сингл вийшов у 1996 році.
- «Come2gether» — зі збірника саундтреків до фільму Mortal Kombat: More Kombat.
- «Subway Showdown» та «Free Your Mind Up» — записані для комп'ютерної гри «The Matrix: Path of Neo».

Сингли з альбому Vegas
- «Keep Hope Alive»
- «Busy Child»
- «Comin' Back»

З альбому саундтреків до фільму Spawn
- «(Can't You) Trip Like I Do» — перероблена пісня «Trip Like I Do» з альбому Vegas за участю групи «Filter».

Сингли з альбому Tweekend
- «Name of the Game»
- «Murder»
- «Wild, Sweet and Cool»

Зі збірки Hardhop & Trypno
- «Blast»

Сингли з альбому Legion of Boom
- «Born Too Slow»
- «Starting Over»
- «Bound Too Long»

Сольні пісні
- Кен Джордан — «I like it deep», «Disclaimer».
- Скотт Кіркленд — «Spank me off», «The soul breaker».

Найвідоміші живі виступи групи
- «Live at Showbox in Seattle» 1997
- «Live at Mecca» 1998
- «Live at Winter Break Sydney» 2004
- «James Lauer Live in Phoenix with The Crystal Method» 2005
- «Live In San Francisco» 1 січня 2007

Ремікси на пісні інших виконавців
- Cardinal — «Bodyslide»
- DJ Keoki — «Caterpillar»
- Amos — «Come Away»
- Moby — «Come on Baby»
- Ezee Possee — «Everything Starts with an 'E'»
- Zen Cowboys — «Mad World»
- Техно-ремікс на головну тему до серіалу «Knight Rider».
- The Prodigy — «Sidewinder»
- Linkin Park — «Pts.Of. Athrty»
- (Виконавець невідомий) — «Magic carpet ride»